# Samadhi
Samadhi är ett begrepp på sanskrit som betyder "koncentration". Inom buddhismen och hinduismen syftar samadhi till det högsta sinnestillståndet som kan uppnås bundet till den mänskliga kroppen.
Samadhi uppnås genom meditation.